# The Banshees of Inisherin
The Banshees of Inisherin ( Almas en pena de Inisherin en España y Los espíritus de la isla en Hispanoamérica ) es una película de tragicomedia oscura de 2022 escrita y dirigida por Martin McDonagh. La película trata de dos amigos de toda la vida (Colin Farrell y Brendan Gleeson) que se encuentran en un callejón sin salida cuando uno corta abruptamente su amistad. Otros protagonistas son los actores Kerry Condon y Barry Keoghan. El filme reúne a Farrell y Gleeson, quienes previamente trabajaron juntos en el debut como director de McDonagh In Bruges (2008).
The Banshees of Inisherin tuvo su estreno mundial en el Festival Internacional de Cine de Venecia de 2022 el 5 de septiembre de 2022, donde Farrell ganó la Copa Volpi al Mejor Actor y McDonagh ganó el Golden Osella al Mejor Guion. Fue estrenada en cines en Irlanda, Reino Unido y Estados Unidos el 21 de octubre de 2022 por Searchlight Pictures. La película recibió elogios de la crítica, que elogió el guion y la dirección de McDonagh y las actuaciones del elenco.
The Banshees of Inisherin recibió nueve nominaciones en la 95.ª edición de los Premios de la Academia, incluyendo Mejor película, Mejor director, Mejor actor (Farrell), Mejor actor de reparto (Gleeson y Keoghan), Mejor actriz de reparto (Condon) y Mejor guion original. En la 80.ª edición de los Globos de Oro, logró tres victorias de ocho nominaciones: Mejor película - Comedia o musical, Mejor actor - Comedia o musical (Farrell) y Mejor guion. Además, en los 29.ª edición de los Premios del Sindicato de Actores, la película recibió cinco nominaciones, junto con Everything Everywhere All at Once (2022), empatando el récord de más nominaciones previamente establecido por Shakespeare in Love (1998), Chicago (2002) y La duda.(2008). También fue nombrada una de las diez mejores películas de 2022 por la National Board of Review.

## Sinopsis
Ambientada en una isla de la costa oeste de Irlanda, la película sigue a dos amigos de toda la vida, Padraic (Colin Farrell) y Colm (Brendan Gleeson), quienes se encuentran en un impasse cuando Colm decide inesperadamente poner fin a su amistad. Confundido, y con el apoyo de su hermana Siobhan (Kerry Condon) y el joven problemático Dominic (Barry Keoghan), Padraic se esfuerza por reparar la relación, negándose a aceptar un no por respuesta. Pero sus repetidos esfuerzos solo fortalecen la determinación de su antiguo amigo y cuando Colm le da un ultimátum, los acontecimientos se intensifican rápidamente, con consecuencias inesperadas.

## Reparto
- Colin Farrell como Pádraic Súilleabháin
- Brendan Gleeson como Colm Doherty
- Kerry Condon como Siobhán Súilleabháin
- Barry Keoghan como Dominic Kearney
- Pat Shortt como Jonjo Devine
- Jon Kenny como Gerry
- Bríd Ní Neachtain como la Sra. O'Riordan
- Lasairfhíona como cantante femenina
- Gary Lydon como Garda Peadar Kearney
- Aaron Monaghan como Declan
- Sheila Flitton como la Sra. McCormick
- David Pearse como el sacerdote

## Producción
En febrero de 2020 se anunció que Martin McDonagh había establecido su próximo esfuerzo como director con Searchlight Pictures, y lo vería reunirse con sus estrellas de In Bruges, Brendan Gleeson y Colin Farrell. En agosto de 2021, se agregaron al elenco Barry Keoghan y Kerry Condon.
La fotografía principal comenzó en agosto de 2021 en Inishmore antes de trasladarse a Achill Island ese mismo mes. Las ubicaciones utilizadas en Achill incluyen Cloughmore (JJ Devine's Pub), Purteen Harbor (tienda de O'Riordan), Keem Bay (casa de Colm Doherty), Corrymore Lake (Mrs. la cabaña de McCormick) y la iglesia de Santo Tomás en Dugort. El rodaje terminó el 23 de octubre de 2021.

## Estreno
The Banshees of Inisherin tuvo su estreno mundial en el 79 ° Festival Internacional de Cine de Venecia el 5 de septiembre de 2022, donde recibió una ovación de pie de 15 minutos del público, la más larga del festival de ese año. También se proyectó en el Festival Internacional de Cine de Toronto ese mismo mes y se proyectó como la película de la noche de apertura del 31° Festival de Cine de Filadelfia el 19 de octubre de 2022. Se estrenó en cines el 21 de octubre de 2022.

## Recepción

### Críticas
The Banshees of Inisherin recibió reseñas generalmente positivas de parte de la crítica y de la audiencia. En el sitio web especializado Rotten Tomatoes, la película posee una aprobación de 96%, basada en 365 reseñas, con una calificación de 8.7/10, mientras que de parte de la audiencia tiene una aprobación de 72%, basada en más de 5000 votos, con una calificación de 3.7/5.
El sitio web Metacritic le dio a la película una puntuación de 87 de 100, basada en 62 reseñas, indicando "aclamación universal". En el sitio IMDb los usuarios le asignaron una calificación de 7.7/10, sobre la base de más de 233 000 votos, mientras que en la página web FilmAffinity la cinta tiene una calificación de 7.0/10, basada en 17 231 votos.

### Premios y nominaciones
| Premio                                                | Fecha                    | Categoría                          | Nominado(s)                                      | Resultado       | Ref.   |          |
| ----------------------------------------------------- | ------------------------ | ---------------------------------- | ------------------------------------------------ | --------------- | ------ | -------- |
| Premios AACTA                                         | 24 de febrero de 2023    | Mejor película                     | The Banshees of Inisherin                        | Nominada        | [ 21 ] |          |
| Premios AACTA                                         | 24 de febrero de 2023    | Mejor director                     | Martin McDonagh                                  | Nominado        | [ 21 ] |          |
| Premios AACTA                                         | 24 de febrero de 2023    | Mejor actor                        | Colin Farrell                                    | Nominado        | [ 21 ] |          |
| Premios AACTA                                         | 24 de febrero de 2023    | Mejor actor de reparto             | Brendan Gleeson                                  | Ganador         | [ 21 ] |          |
| Premios AACTA                                         | 24 de febrero de 2023    | Mejor actriz de reparto            | Kerry Condon                                     | Ganadora        | [ 21 ] |          |
| Premios AACTA                                         | 24 de febrero de 2023    | Mejor guion                        | Martin McDonagh                                  | Ganador         | [ 21 ] |          |
| AARP Movies for Grownups Awards                       | 28 de enero de 2023      | Mejor actor de reparto             | Brendan Gleeson                                  | Nominado        | [ 22 ] |          |
| Premios Óscar                                         | 12 de marzo de 2023      | Mejor película                     | Graham Broadbent, Pete Czernin y Martin McDonagh | Nominada        | [ 23 ] |          |
| Premios Óscar                                         | 12 de marzo de 2023      | Mejor director                     | Martin McDonagh                                  | Nominado        | [ 23 ] |          |
| Premios Óscar                                         | 12 de marzo de 2023      | Mejor actor                        | Colin Farrell                                    | Nominado        | [ 23 ] |          |
| Premios Óscar                                         | 12 de marzo de 2023      | Mejor actor de reparto             | Brendan Gleeson                                  | Nominado        | [ 23 ] |          |
| Premios Óscar                                         | 12 de marzo de 2023      | Mejor actor de reparto             | Barry Keoghan                                    | Nominado        | [ 23 ] |          |
| Premios Óscar                                         | 12 de marzo de 2023      | Mejor actriz de reparto            | Kerry Condon                                     | Nominada        | [ 23 ] |          |
| Premios Óscar                                         | 12 de marzo de 2023      | Mejor guion original               | Martin McDonagh                                  | Nominado        | [ 23 ] |          |
| Premios Óscar                                         | 12 de marzo de 2023      | Mejor montaje                      | Mikkel E. G. Nielsen                             | Nominado        | [ 23 ] |          |
| Premios Óscar                                         | 12 de marzo de 2023      | Mejor banda sonora original        | Carter Burwell                                   | Nominado        | [ 23 ] |          |
| Alianza de Mujeres Periodistas de Cine                | TBD                      | Mejor película                     | The Banshees of Inisherin                        | Ganadora        | [ 24 ] |          |
| Alianza de Mujeres Periodistas de Cine                | TBD                      | Mejor director                     | Martin McDonagh                                  | Nominado        | [ 24 ] |          |
| Alianza de Mujeres Periodistas de Cine                | TBD                      | Mejor actor                        | Colin Farrell                                    | Ganador         | [ 24 ] |          |
| Alianza de Mujeres Periodistas de Cine                | TBD                      | Mejor actor de reparto             | Brendan Gleeson                                  | Nominado        | [ 24 ] |          |
| Alianza de Mujeres Periodistas de Cine                | TBD                      | Mejor actor de reparto             | Barry Keoghan                                    | Nominado        | [ 24 ] |          |
| Alianza de Mujeres Periodistas de Cine                | TBD                      | Mejor actriz de reparto            | Kerry Condon                                     | Ganadora        | [ 24 ] |          |
| Alianza de Mujeres Periodistas de Cine                | TBD                      | Mejor guion original               | Martin McDonagh                                  | Ganador         | [ 24 ] |          |
| Alianza de Mujeres Periodistas de Cine                | TBD                      | Mejor casting                      | Louise Kiely                                     | Nominada        | [ 24 ] |          |
| Alianza de Mujeres Periodistas de Cine                | TBD                      | Mejor fotografía                   | Ben Davis                                        | Nominado        | [ 24 ] |          |
| American Film Institute Awards                        | 9 de diciembre de 2022   | Mención especial AFI               | The Banshees of Inisherin                        | Ganadora        | [ 25 ] |          |
| Boston Society of Film Critics                        | 11 de diciembre de 2022  | Mejor película en inglés           | The Banshees of Inisherin                        | Ganadora        | [ 26 ] |          |
| Boston Society of Film Critics                        | 11 de diciembre de 2022  | Mejor actor                        | Colin Farrell                                    | Ganador         | [ 26 ] |          |
| Boston Society of Film Critics                        | 11 de diciembre de 2022  | Mejor actriz de reparto            | Kerry Condon                                     | Ganadora        | [ 26 ] |          |
| Boston Society of Film Critics                        | 11 de diciembre de 2022  | Mejor guion original               | Martin McDonagh                                  | Ganador         | [ 26 ] |          |
| Asociación de Críticos de Cine de Chicago             | 15 de enero de 2023      | Mejor película                     | The Banshees of Inisherin                        | Ganadora        | [ 27 ] |          |
| Asociación de Críticos de Cine de Chicago             | 15 de enero de 2023      | Mejor comedia                      | The Banshees of Inisherin                        | Nominada        | [ 27 ] |          |
| Asociación de Críticos de Cine de Chicago             | 15 de enero de 2023      | Mejor director                     | Martin McDonagh                                  | Nominado        | [ 27 ] |          |
| Asociación de Críticos de Cine de Chicago             | 15 de enero de 2023      | Mejor actor                        | Colin Farrell                                    | Ganador         | [ 27 ] |          |
| Asociación de Críticos de Cine de Chicago             | 15 de enero de 2023      | Mejor actor de reparto             | Brendan Gleeson                                  | Ganador         | [ 27 ] |          |
| Asociación de Críticos de Cine de Chicago             | 15 de enero de 2023      | Mejor actor de reparto             | Barry Keoghan                                    | Nominado        | [ 27 ] |          |
| Asociación de Críticos de Cine de Chicago             | 15 de enero de 2023      | Mejor actriz de reparto            | Kerry Condon                                     | Ganadora        | [ 27 ] |          |
| Asociación de Críticos de Cine de Chicago             | 15 de enero de 2023      | Mejor guion original               | Martin McDonagh                                  | Ganador         | [ 27 ] |          |
| Asociación de Críticos de Cine de Chicago             | 15 de enero de 2023      | Mejor reparto                      | The Banshees of Inisherin                        | Nominados       | [ 27 ] |          |
| Asociación de Críticos de Cine de Chicago             | 14 de diciembre de 2022  | Mejor película                     | The Banshees of Inisherin                        | Ganadora        | [ 28 ] |          |
| Asociación de Críticos de Cine de Chicago             | 14 de diciembre de 2022  | Mejor actor                        | Colin Farrell                                    | Ganador         | [ 28 ] |          |
| Asociación de Críticos de Cine de Chicago             | 14 de diciembre de 2022  | Mejor actor de reparto             | Brendan Gleeson                                  | Nominado        | [ 28 ] |          |
| Asociación de Críticos de Cine de Chicago             | 14 de diciembre de 2022  | Mejor actor de reparto             | Barry Keoghan                                    | Nominado        | [ 28 ] |          |
| Asociación de Críticos de Cine de Chicago             | 14 de diciembre de 2022  | Mejor actriz de reparto            | Kerry Condon                                     | Ganadora        | [ 28 ] |          |
| Asociación de Críticos de Cine de Chicago             | 14 de diciembre de 2022  | Mejor guion original               | Martin McDonagh                                  | Ganador         | [ 28 ] |          |
| Asociación de Críticos de Cine de Chicago             | 14 de diciembre de 2022  | Mejor banda sonora                 | Carter Burwell                                   | Nominado        | [ 28 ] |          |
| Asociación de Críticos de Cine de Dallas-Fort Worth   | 19 de diciembre de 2022  | Mejor película                     | The Banshees of Inisherin                        | Nominada        | [ 29 ] |          |
| Asociación de Críticos de Cine de Dallas-Fort Worth   | 19 de diciembre de 2022  | Mejor director                     | Martin McDonagh                                  | Cuarto lugar    | [ 29 ] |          |
| Asociación de Críticos de Cine de Dallas-Fort Worth   | 19 de diciembre de 2022  | Mejor actor                        | Colin Farrell                                    | Ganador         | [ 29 ] |          |
| Asociación de Críticos de Cine de Dallas-Fort Worth   | 19 de diciembre de 2022  | Mejor actor de reparto             | Brendan Gleeson                                  | Nominado        | [ 29 ] |          |
| Asociación de Críticos de Cine de Dallas-Fort Worth   | 19 de diciembre de 2022  | Mejor actriz de reparto            | Kerry Condon                                     | Ganadora        | [ 29 ] |          |
| Asociación de Críticos de Cine de Dallas-Fort Worth   | 19 de diciembre de 2022  | Mejor guion                        | Martin McDonagh                                  | Ganador         | [ 29 ] |          |
| Florida Film Critics Circle                           | 22 de diciembre de 2022  | Mejor actor                        | Colin Farrell                                    | Ganador         | [ 30 ] |          |
| Florida Film Critics Circle                           | 22 de diciembre de 2022  | Mejor actor de reparto             | Brendan Gleeson                                  | Nominado        | [ 30 ] |          |
| Florida Film Critics Circle                           | 22 de diciembre de 2022  | Mejor actriz de reparto            | Kerry Condon                                     | Nominada        | [ 30 ] |          |
| Florida Film Critics Circle                           | 22 de diciembre de 2022  | Mejor guion original               | Martin McDonagh                                  | Nominado        | [ 30 ] |          |
| Florida Film Critics Circle                           | 22 de diciembre de 2022  | Mejor reparto                      | The Banshees of Inisherin                        | Nominada        | [ 30 ] |          |
| Premios Globo de Oro                                  | 10 de enero de 2023      | Mejor película - Comedia o musical | The Banshees of Inisherin                        | Ganadora        | [ 31 ] |          |
| Premios Globo de Oro                                  | 10 de enero de 2023      | Mejor director                     | Martin McDonagh                                  | Nominado        | [ 31 ] |          |
| Premios Globo de Oro                                  | 10 de enero de 2023      | Mejor actor - Comedia o musical    | Colin Farrell                                    | Ganador         | [ 31 ] |          |
| Premios Globo de Oro                                  | 10 de enero de 2023      | Mejor actor de reparto             | Brendan Gleeson                                  | Nominado        | [ 31 ] |          |
| Premios Globo de Oro                                  | 10 de enero de 2023      | Mejor actor de reparto             | Barry Keoghan                                    | Nominado        | [ 31 ] |          |
| Premios Globo de Oro                                  | 10 de enero de 2023      | Mejor actriz de reparto            | Kerry Condon                                     | Nominada        | [ 31 ] |          |
| Premios Globo de Oro                                  | 10 de enero de 2023      | Mejor guion                        | Martin McDonagh                                  | Ganador         | [ 31 ] |          |
| Premios Globo de Oro                                  | 10 de enero de 2023      | Mejor banda sonora                 | Carter Burwell                                   | Nominado        | [ 31 ] |          |
| Premios Gotham                                        | 28 de noviembre de 2022  | Mejor película internacional       | The Banshees of Inisherin                        | Nominada        | [ 32 ] |          |
| Asociación de Críticos de Hollywood                   | 24 de febrero de 2023    | Mejor película                     | The Banshees of Inisherin                        | Nominada        | [ 33 ] |          |
| Asociación de Críticos de Hollywood                   | 24 de febrero de 2023    | Mejor director                     | Martin McDonagh                                  | Nominado        | [ 33 ] |          |
| Asociación de Críticos de Hollywood                   | 24 de febrero de 2023    | Mejor actor                        | Collin Farrell                                   | Nominado        | [ 33 ] |          |
| Asociación de Críticos de Hollywood                   | 24 de febrero de 2023    | Mejor actor de reparto             | Barry Keoghan                                    | Nominado        | [ 33 ] |          |
| Asociación de Críticos de Hollywood                   | 24 de febrero de 2023    | Mejor actor de reparto             | Brendan Gleeson                                  | Nominado        | [ 33 ] |          |
| Asociación de Críticos de Hollywood                   | 24 de febrero de 2023    | Mejor actriz de reparto            | Kerry Condon                                     | Nominada        | [ 33 ] |          |
| Asociación de Críticos de Hollywood                   | 24 de febrero de 2023    | Mejor guion original               | Martin McDonagh                                  | Nominado        | [ 33 ] |          |
| Hollywood Critics Association Creative Arts Awards    | 17 de febrero de 2023    | Mejor banda sonora                 | Carter Burwell                                   | Nominado        | [ 34 ] |          |
| Hollywood Music in Media Awards                       | 16 de noviembre de 2022  | Mejor banda sonora                 | Carter Burwell                                   | Nominado        | [ 35 ] |          |
| London Film Critics' Circle                           | 5 de febrero de 2023     | Mejor película                     | The Banshees of Inisherin                        | Nominada        | [ 36 ] |          |
| London Film Critics' Circle                           | 5 de febrero de 2023     | Mejor director                     | The Banshees of Inisherin                        | Martin McDonagh | [ 36 ] | Nominado |
| London Film Critics' Circle                           | 5 de febrero de 2023     | Mejor actor británico/irlandés     | Colin Farrell                                    | Ganador         | [ 36 ] |          |
| London Film Critics' Circle                           | 5 de febrero de 2023     | Mejor actor de reparto             | Brendan Gleeson                                  | Nominado        | [ 36 ] |          |
| London Film Critics' Circle                           | 5 de febrero de 2023     | Mejor actor de reparto             | Barry Keoghan                                    | Ganador         | [ 36 ] |          |
| London Film Critics' Circle                           | 5 de febrero de 2023     | Mejor actriz de reparto            | Kerry Condon                                     | Ganadora        | [ 36 ] |          |
| Mejor guion                                           | Martin McDonagh          | Ganador                            |                                                  |                 | [ 36 ] |          |
| Asociación de Críticos de Cine de Los Ángeles         | Martin McDonagh          | 11 de diciembre de 2022            | Mejor guion                                      | Nominado        | [ 36 ] | [ 37 ]   |
| Mill Valley Film Festival                             | 18 de octubre de 2022    | Favorita de la audiencia           | The Banshees of Inisherin                        | Ganadora        | [ 36 ] | [ 38 ]   |
| National Board of Review                              | 8 de diciembre de 2022   | Top 10 Películas más Destacadas    | The Banshees of Inisherin                        | Ganadora        | [ 39 ] |          |
| National Board of Review                              | 8 de diciembre de 2022   | Mejor actor                        | Colin Farrell                                    | Ganador         | [ 39 ] |          |
| National Board of Review                              | 8 de diciembre de 2022   | Mejor actor de reparto             | Brendan Gleeson                                  | Ganador         | [ 39 ] |          |
| National Board of Review                              | 8 de diciembre de 2022   | Mejor guion original               | Martin McDonagh                                  | Ganador         | [ 39 ] |          |
| Premios del Círculo de Críticos de Cine de Nueva York | 2 de diciembre de 2022   | Mejor actor                        | Colin Farrell                                    | Ganador         | [ 40 ] |          |
| Premios del Círculo de Críticos de Cine de Nueva York | 2 de diciembre de 2022   | Mejor guion                        | Martin McDonaugh                                 | Ganador         | [ 40 ] |          |
| Críticos de Cine de Nueva York en Línea               | 11 de diciembre de 2022  | Mejor película                     | The Banshees of Inisherin                        | Ganadora        | [ 41 ] |          |
| Críticos de Cine de Nueva York en Línea               | 11 de diciembre de 2022  | Mejor director                     | Martin McDonagh                                  | Ganador         | [ 41 ] |          |
| Críticos de Cine de Nueva York en Línea               | 11 de diciembre de 2022  | Mejor actor                        | Colin Farrell                                    | Ganador         | [ 41 ] |          |
| Críticos de Cine de Nueva York en Línea               | 11 de diciembre de 2022  | Mejor actor de reparto             | Brendan Gleeson                                  | Ganador         | [ 41 ] |          |
| Críticos de Cine de Nueva York en Línea               | 11 de diciembre de 2022  | Mejor guion                        | Martin McDonagh                                  | Ganador         | [ 41 ] |          |
| San Diego International Film Festival                 | 28 de octubre de 2022    | Mejor película de gala             | The Banshees of Inisherin                        | Ganadora        | [ 42 ] |          |
| San Diego International Film Festival                 | 28 de octubre de 2022    | Gala elegida por la audiencia      | The Banshees of Inisherin                        | Ganadora        | [ 42 ] |          |
| Satellite Awards                                      | 11 de febrero de 2023    | Mejor película - Musical o Comedia | The Banshees of Inisherin                        | Nominada        | [ 43 ] |          |
| Satellite Awards                                      | 11 de febrero de 2023    | Mejor director                     | Martin McDonaugh                                 | Nominado        | [ 43 ] |          |
| Satellite Awards                                      | 11 de febrero de 2023    | Mejor actor - Musical o Comedia    | Colin Farrell                                    | Nominado        | [ 43 ] |          |
| Satellite Awards                                      | 11 de febrero de 2023    | Mejor actor de reparto             | Brendan Gleeson                                  | Nominado        | [ 43 ] |          |
| Satellite Awards                                      | 11 de febrero de 2023    | Mejor actriz de reparto            | Kerry Condon                                     | Nominada        | [ 43 ] |          |
| Satellite Awards                                      | 11 de febrero de 2023    | Mejor guion original               | Martin McDonaugh                                 | Ganador         | [ 43 ] |          |
| Satellite Awards                                      | 11 de febrero de 2023    | Mejor fotografía                   | Ben Davis                                        | Nominado        | [ 43 ] |          |
| Satellite Awards                                      | 11 de febrero de 2023    | Mejor banda sonora                 | Carter Burwell                                   | Nominado        | [ 43 ] |          |
| Asociación de Críticos de Cine de San Luis            | 18 de diciembre de 2022  | Mejor película                     | The Banshees of Inisherin                        | Nominada        | [ 44 ] |          |
| Asociación de Críticos de Cine de San Luis            | 18 de diciembre de 2022  | Mejor director                     | Martin McDonagh                                  | Nominado        | [ 44 ] |          |
| Asociación de Críticos de Cine de San Luis            | 18 de diciembre de 2022  | Mejor actor                        | Colin Farrell                                    | Nominado        | [ 44 ] |          |
| Asociación de Críticos de Cine de San Luis            | 18 de diciembre de 2022  | Mejor actor de reparto             | Brendan Gleeson                                  | Nominado        | [ 44 ] |          |
| Asociación de Críticos de Cine de San Luis            | 18 de diciembre de 2022  | Mejor actriz de reparto            | Kerry Condon                                     | Ganadora        | [ 44 ] |          |
| Asociación de Críticos de Cine de San Luis            | 18 de diciembre de 2022  | Mejor guion original               | Martin McDonagh                                  | Ganador         | [ 44 ] |          |
| Asociación de Críticos de Cine de San Luis            | 18 de diciembre de 2022  | Mejor fotografía                   | Ben Davis                                        | Ganador         | [ 44 ] |          |
| Asociación de Críticos de Cine de San Luis            | 18 de diciembre de 2022  | Mejor montaje                      | Mikkel E. G. Nielsen                             | Nominado        | [ 44 ] |          |
| Asociación de Críticos de Cine de San Luis            | 18 de diciembre de 2022  | Mejor diseño de producción         | Mark Tildesley                                   | Nominado        | [ 44 ] |          |
| Asociación de Críticos de Cine de San Luis            | 18 de diciembre de 2022  | Mejor banda sonora                 | Carter Burwell                                   | Nominado        | [ 44 ] |          |
| Asociación de Críticos de Cine de San Luis            | 18 de diciembre de 2022  | Mejor reparto                      | The Banshees of Inisherin                        | Nominada        | [ 44 ] |          |
| Festival Internacional de Cine de Venecia             | 10 de septiembre de 2022 | León de Oro                        | Martin McDonagh                                  | Nominado        | [ 45 ] |          |
| Festival Internacional de Cine de Venecia             | 10 de septiembre de 2022 | Premio Osella al mejor guion       | Martin McDonagh                                  | Ganador         | [ 46 ] |          |
| Festival Internacional de Cine de Venecia             | 10 de septiembre de 2022 | Copa Volpi al mejor actor          | Colin Farrell                                    | Ganador         | [ 46 ] |          |
| Washington D. C. Area Film Critics Association        | 12 de diciembre de 2022  | Mejor película                     | The Banshees of Inisherin                        | Nominada        | [ 47 ] |          |
| Washington D. C. Area Film Critics Association        | 12 de diciembre de 2022  | Mejor director                     | Martin McDonagh                                  | Nominado        | [ 47 ] |          |
| Washington D. C. Area Film Critics Association        | 12 de diciembre de 2022  | Mejor actor                        | Colin Farrell                                    | Ganador         | [ 47 ] |          |
| Washington D. C. Area Film Critics Association        | 12 de diciembre de 2022  | Mejor actor de reparto             | Brendan Gleeson                                  | Nominado        | [ 47 ] |          |
| Washington D. C. Area Film Critics Association        | 12 de diciembre de 2022  | Mejor actor de reparto             | Barry Keoghan                                    | Nominado        | [ 47 ] |          |
| Washington D. C. Area Film Critics Association        | 12 de diciembre de 2022  | Mejor actriz de reparto            | Kerry Condon                                     | Ganadora        | [ 47 ] |          |
| Washington D. C. Area Film Critics Association        | 12 de diciembre de 2022  | Mejor guion original               | Martin McDonagh                                  | Nominado        | [ 47 ] |          |
| Washington D. C. Area Film Critics Association        | 12 de diciembre de 2022  | Mejor reparto                      | The Banshees of Inisherin                        | Nominada        | [ 47 ] |          |